# Novočerkask
Novočerkask (ruski: Новочеркасск) je bivši glavni grad Donskih Kozaka, a danas grad u Rostovskoj oblasti u Rusiji. Nalazi se na desnoj obali rijeka Tuzlov i Aksaj.
Broj stanovnika: 
- 1974.: 178.000
- 1959.: 123.000
- 1939.:  81.000
- 1897.:  52.000

Novočerkask je osnovan 1805. kao upravno središte Zemalja Donskeg domaćina, kada su stanovnici čerkaske stanice bili prisiljeni napustiti svoje nastambe na obalama Dona zbog čestih poplava.
Za vrijeme ruskog građanskog rata, Novočerkask je bio srce donske proturevolucije. Crvena armija je konačno istjerala bjelogardejce iz ovog grada 7. siječnja 1920. godine. Za vrijeme drugog svjetskog rata, Novočerkask je okupirao Treći Reich u razdoblju između 24. srpnja 1942. i 13. veljače 1943. godine. Godine 1962., lokalne pobune zbog gladi je nasilno ugušila sovjetska vojska; događaj je poznat kao Novočerkaski masakr.
Novočerkask je jednom bio sjedište nadbiskupije grčke pravoslavne crkve. Ima katedralu iz 1904., atamanovu palaču, spomenike Matveju Platovu i Jermaku Timofejeviču iz 1904. godine.
Ceste koje vode do Novočerkaska su označeni slavolucima pobjede, podignutim u sjećanje na kozačku pobjedu nad Napoleonom.

## Vanjske poveznice
- Novočerkaska tragedija, 1.-3. srpanj 1962.
- Forum Novocherkassk  Arhivirana inačica izvorne stranice od 16. travnja 2019. (Wayback Machine)